# Trg Registan, Samarkand
Registan (Registon, Регистон) je bil srce mesta Samarkand v Timuridskem cesarstvu, ki je danes v Uzbekistanu. Ime Rēgistan (ریگستان) v perzijščini pomeni »peščeno mesto« ali »puščava«.
Registan je bil javni trg, kjer so se ljudje zbirali, da bi poslušali kraljeve razglase, ki so jih napovedovali zvoki ogromnih bakrenih cevi, imenovanih džarči – in kraj javnih usmrtitev. Obdajajo ga tri medrese (islamske šole) z značilno perzijsko arhitekturo. Trg je veljal za središče timuridske renesanse.

## Medrese
Tri medrese Registana so Ulugbegova medresa (1417–1420), medresa Šerdor (1619–1636) in medresa Tilja Kari (1646–1660). Medresa je arabski izraz, ki pomeni šola.

### Ulugbegova medresa (1417–1420)
Ulugbegova medresa, ki jo je zgradil Ulug Beg v času Timuridskega cesarstva, ima impozanten ivan z lancetasto obokanim pištakom ali portalom, obrnjenim proti trgu. Vogale obdajajo visoki minareti. Mozaična plošča nad vhodnim lokom ivana je okrašena z geometrijskimi stiliziranimi okraski. Kvadratno dvorišče vključuje mošejo in predavalnice, obrobljajo pa ga spalnice, v katerih so živeli študenti. Vzdolž osi so globoke galerije. Prvotno je bila Ulugbegova medresa dvonadstropna stavba s štirimi kupolastimi daršoni (predavalnicami) na vogalih.
Ulugbegova medresa (perzijsko مدرسه الغ بیگ) je bila v 15. stoletju našega štetja ena najboljših duhovniških univerz na muslimanskem vzhodu. V medresi je študiral Abdul-Rahman Džami, veliki perzijski pesnik, učenjak, mistik, znanstvenik in filozof. Ulug Beg sam je tam predaval. Med Ulugbegovo vladavino je bila medresa središče učenja.
=== Medresa Šerdor === (1619–1636)
V 17. stoletju je uzbekistanski vladar Samarkanda, Jalangtoš Bakhodir, odredil gradnjo medrese Šerdor (perzijsko شیردار) in medrese Tilja Kari (perzijsko طلاکاری). Mozaiki tigrov z vzhajajočim soncem na hrbtu so še posebej zanimivi zaradi upodobitve živih bitij in uporabe turško-perzijskih motivov. Ime medrese izvira iz vzorcev na portalu stavbe, saj beseda »Šer« pomeni tiger.

### Medresa Tilja Kari (1646–1660)
Deset let pozneje je bila zgrajena medresa Tilja Kari (perzijsko طلاکاری, latinizirano: pozlačena). Ni bila le študentski dom, temveč je imela tudi vlogo velike mošeje. Ima dvonadstropno glavno fasado in prostrano dvorišče, obdano s spalnicami, s štirimi galerijami vzdolž osi. Stavba mošeje stoji v zahodnem delu trga. Glavna dvorana mošeje je bogato pozlačena.
- Ulugbegova medresa
- Medresa Šerdor
- Medresa Tilja Kari
- Registan ponoči

## Druge stavbe

### Mavzolej Šajbanidov
Vzhodno od medrese Tilja Kari stoji mavzolej Šajbanidov (16. stoletje). Pravi ustanovitelj oblasti Šajbanidov je bil Mohamed Šajbani – vnuk Abul-Hadžr kana. Leta 1500 je Mohamed Šajbani s podporo Čagatajtskega kanata, ki je imel takrat sedež v Taškentu, osvojil Samarkand in Buharo od njunih zadnjih timuridskih vladarjev. Ustanovitelj dinastije se je nato obrnil proti svojim dobrotnikom in leta 1503 zavzel stari Taškent. Leta 1506 je zavzel Hivo, leta 1507 pa je napadel Merv (Turkmenistan), vzhodno Perzijo in zahodni Afganistan. Šajbanidi so ustavili napredovanje Safavidov, ki so leta 1502 premagali Akojunlu (Azerbajdžan). Mohamed Šajbani je bil vodja nomadskih uzbekistanskih plemen. V naslednjih letih so se v veliki meri naselili v oazah Srednje Azije, na kaspijski obali, v dolinah Tjanšana, na ruskih strmih pobočjih in v Indostanu. Ena zadnjih in obsežnih uzbeških invazij v 15. stoletju našega štetja je bila pomemben del današnje uzbekistanske narodne etnogeneze.

### Trgovska kupola Čorsu
Trgovska kupola Čorsu (1785) stoji tik za Šerdorjem. Čorsu stoji jugovzhodno od Registana na križišču cest, ki povezujejo Samarkand, Taškent, Buharo in Šahrisabz. Čorsu je beseda perzijskega izvora, ki pomeni 'križišče cest' in se nanaša na to znamenito križišče prometnih cest. Stavba je stara. Ima precej bogato stoletno zgodovino. Trenutno je skupaj s preostalim zgodovinskim delom slavnega mesta uvrščena na seznam svetovne dediščine UNESCO.
Čorsu je bil prvotno bazar, zgrajen v 15. stoletju, a je bil v 18. stoletju obnovljen in postal tržnica s klobuki. Sedanja stavba je bila zgrajena leta 1785 med vladavino Amirja Šahmurada. Danes je bazar, ki je bil prej v Čorsuju, danes bazar Sijob v bližini mošeje Bibi Kanum.
Leta 2005 je lastništvo Čorsuja prešlo na Akademijo umetnosti Uzbekistana. Med prenovo stavbe so iz nje odstranili tri metre zemlje, kar je razkrilo prvotno osnovno konstrukcijo. Čorsu zdaj služi kot umetniška galerija, ki ponuja dela sodobnih in zgodovinskih umetnikov. Umetnost v galeriji Čorsu prikazuje umetnost, kulturo, zgodovino in raznolikost večnacionalnega uzbekistanskega ljudstva.
- Mavzolej Šajbanidov
- Trgovska kupola Čorsu